# Antonius Franciskus Subianto Bunyamin
Antonius Franciskus Subianto Bunyamin (Bandung, 14 febbraio 1968) è un vescovo cattolico indonesiano, dal 3 giugno 2014 vescovo di Bandung.

## Biografia
Antonius Subianto Bunyamin è nato a Bandung, Giava Occidentale, il 14 febbraio 1968 da Mathias Bunjamin e Agnes Eniwaty. Da bambino era soprannominato "beke", una parola sundanese che significa basso, a causa della sua statura inferiore rispetto ai coetanei. È cresciuto nella parrocchia di Santa Odilia a Cicadas, anch'essa parte della diocesi di Bandung. Ha prestato servizio come ministrante ed è stato membro della Legio Mariae.

### Formazione e ministero sacerdotale
Nel 1984 ha iniziato gli studi presso il seminario intermedio "San Pietro Canisio" a Mertoyudan, Magelang, Giava Centrale. Ha scelto il motto che ha ispirato la sua vocazione, "Ubi ego sum ibi Deo servio" (Ovunque io sia, servirò Dio). Dal luglio del 1986 al luglio del 1987 è stato rappresentante di classe e rappresentante generale, un incarico simile a quello di presidente del consiglio studentesco. Dopo il diploma è entrato nell'Ordine della Santa Croce. Ha poi svolto gli studi universitari presso la Facoltà di filosofia dell'Università Cattolica Parahyangan a Bandung.
Il 28 agosto 1994 ha emesso la professione solenne. Il 31 gennaio 1996 è stato ordinato diacono nella cappella di Sant'Elena a Bandung. Il 26 giugno successivo è stato ordinato presbitero con altri tre confratelli - Laurentius Tarpin, Basilius Hendra Kimawan e Yohanes Berchmans Rosaryanto - nella chiesa di San Lorenzo a Bandung da monsignor Alexander Soetandio Djajasiswaja, vescovo di Bandung.
Durante gli anni di ministero presbiterale, Bunyamin non è mai stato parroco. Dopo aver ricevuto l'ordinazione, è stato vicario parrocchiale della parrocchia del Cristo per tre mesi. Dal 1996 al 1999 ha compiuto gli studi per la licenza in filosofia presso l'Università Cattolica di Lovanio. Tornato in patria è stato professore di filosofia presso l'Università Cattolica Parahyangan a Bandung fino al 2003. Ha esercitato il ministero pastorale nella diocesi di Agats  ed è stato cappellano studentesco della diocesi di Bandung dal 1999 al 2001.
Nel 2003 è stato inviato a Roma per studi. Nel 2007 ha conseguito il dottorato in filosofa presso la Pontificia Università Lateranense. Al suo ritorno in patria, è tornato a insegnare all'Università Cattolica Parahyangan. Dal 2007 al 2010 ha prestato servizio anche come vice-provinciale.
Al capitolo della Provincia indonesiana del Cristo del suo Ordine, svoltosi dal 5 al 9 luglio 2010, padre Bunyamin è stato eletto provinciale per il mandato 2010-2013.
È stato anche segretario e direttore esecutivo della Fondazione "Santa Croce", che gestisce diverse scuole cattoliche nella diocesi di Bandung, dal 2008; presidente del comitato direttivo della Fondazione Parahyangan dal 2009 e segretario della Fondazione Marga Asah Talenta. All'interno dell'Università Cattolica Parahyangan, è stato anche docente permanente presso la Facoltà di filosofia e ha diretto l'Unpar Center for Humanities Studies (ora Unpar Humanities Development Institute). Della Unpar, è stato prima segretario del consiglio e più recentemente è diventato membro del consiglio di fondazione in qualità di provinciale. Nella diocesi di Bandung, gli è stato affidato l'ufficio di segretario del Forum dei Provinciali di Congregazioni Religiose e della UNIO della diocesi di Bandung e ha fatto parte del collegio dei consultori e del consiglio pastorale diocesano.
Al capitolo provinciale tenutosi dal 15 al 19 luglio 2013, è stato rieletto per il mandato 2013-2016.

### Ministero episcopale
Il 3 giugno 2014 da papa Francesco lo ha nominato vescovo di Bandung. Questa nomina ha dissipato le voci che immaginavano per padre Bunyamin un servizio nel governo generale dell'Ordine della Santa Croce nella casa generalizia a Roma e di maestro generale. Ha ricevuto l'ordinazione episcopale il 25 agosto successivo nel centro culturale Ganesha appartenente all'Istituto di tecnologia di Bandung dall'arcivescovo metropolita di Giacarta Ignatius Suharyo Hardjoatmodjo, co-consacranti l'arcivescovo metropolita di Semarang Johannes Maria Trilaksyanta Pujasumarta e il vescovo di Bogor Paskalis Bruno Syukur. Il 31 dello stesso mese ha celebrato la sua prima messa pontificale nella cattedrale di San Pietro a Bandung. Come motto ha scelto l'espressione "Ut diligatis invicem", tratta dal versetto 15,17 del Vangelo secondo Giovanni.
La diocesi di Bandung ha visto la celebrazione di due sinodi durante l'episcopato di monsignor Bunyamin: il sinodo diocesano del 2015 sul tema "Un cuore, un'anima che condivide la gioia" e il sinodo dei giovani cattolici del 2016. Il prelato ha quindi designato il 2016-2018 come "anno della famiglia".
Nel 2015 è stato eletto segretario generale della Conferenza episcopale dell'Indonesia.
Il 10 agosto 2017 è stato nominato visitatore apostolico per la diocesi di Ruteng con il compito di indagare su diversi problemi sorti in questa circoscrizione.
Nel giugno del 2019 ha compiuto la visita ad limina.
Il 27 luglio 2019 è stato nominato visitatore apostolico per l'arcidiocesi di Merauke per indagare su diversi problemi che si erano verificati in questa sede.
Dal 17 novembre 2022 è presidente della Conferenza episcopale dell'Indonesia.

## Genealogia episcopale
La genealogia episcopale è:
- Cardinale Scipione Rebiba
- Cardinale Giulio Antonio Santori
- Cardinale Girolamo Bernerio, O.P.
- Arcivescovo Galeazzo Sanvitale
- Cardinale Ludovico Ludovisi
- Cardinale Luigi Caetani
- Cardinale Ulderico Carpegna
- Cardinale Paluzzo Paluzzi Altieri degli Albertoni
- Papa Benedetto XIII
- Papa Benedetto XIV
- Papa Clemente XIII
- Cardinale Bernardino Giraud
- Cardinale Alessandro Mattei
- Cardinale Pietro Francesco Galleffi
- Cardinale Giacomo Filippo Fransoni
- Cardinale Carlo Sacconi
- Cardinale Edward Henry Howard
- Cardinale Mariano Rampolla del Tindaro
- Cardinale Rafael Merry del Val
- Cardinale Raffaele Scapinelli di Leguigno
- Cardinale Friedrich Gustav Piffl
- Vescovo Michael Memelauer
- Cardinale Franz König
- Arcivescovo Ottavio De Liva
- Cardinale Justinus Darmojuwono
- Cardinale Julius Riyadi Darmaatmadja, S.I.
- Cardinale Ignatius Suharyo Hardjoatmodjo
- Vescovo Antonius Franciskus Subianto Bunyamin, O.S.C.